# Otto Kriens

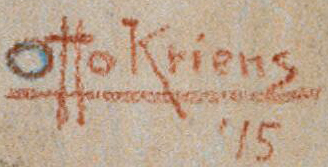

Otto Gustav Adolf Kriens (Den Haag, 20 november 1873 – Voorburg, 29 juni 1930) was een Nederlandse kunstschilder, tekenaar en etser uit Rijswijk.

## Leven en werk
Kriens volgde een opleiding aan de Academie van Beeldende Kunst in Den Haag en de Academie voor Schone Kunsten te Brussel. Hij was een leerling van Eduard Willem Frederik Kerling, Joseph Stallaert en Frits Jansen. Hij was werkzaam van 1888 tot 1930. Hij woonde en werkte vanaf 1905 in Rijswijk en was lid van de Haagse Kunstkring en Sint lucas in Amsterdam. Hij werkte in Den Haag,  Brussel en Rijswijk, en in Overijssel, Zeeland en Vlaanderen. Kriens schilderde landschappen, stillevens, stadsgezichten, genrevoorstellingen, portretten en figuurstukken in een naturalistisch-impressionistische stijl, maar hij werkte ook als tekenaar, etser, decorontwerper en wandschilder. Hij schilderde in zijn jonge jaren kruiswegstaties, en heeft interieurs gedecoreerd en witjes geschilderd voor de RMS Titanic. Daarnaast maakte hij schilderingen in kerken en de koninklijke treinwagon. Hij hield zich tevens bezig met toegepaste kunst. Schilderijen van hem hangen in het Museum Rijswijk of zijn in particulier bezit.
Arie Zwart was een leerling van hem, en hij onderwees zijn zoon Hugo, die enige tijd boekillustrator was.
Otto Kriens was in 1905 getrouwd met Jansje Guldemond en had een dochter en een zoon. Hij was lid van de schoonheidscommissie in Rijswijk. Kriens stierf op 56-jarige leeftijd in het Voorburgse ziekenhuis na een operatie aan zijn blindedarm.

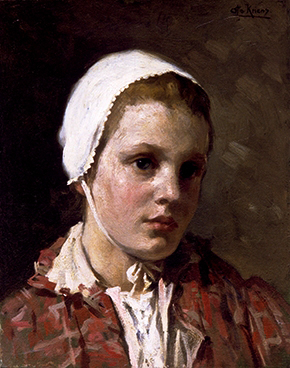
Boerenmeisje
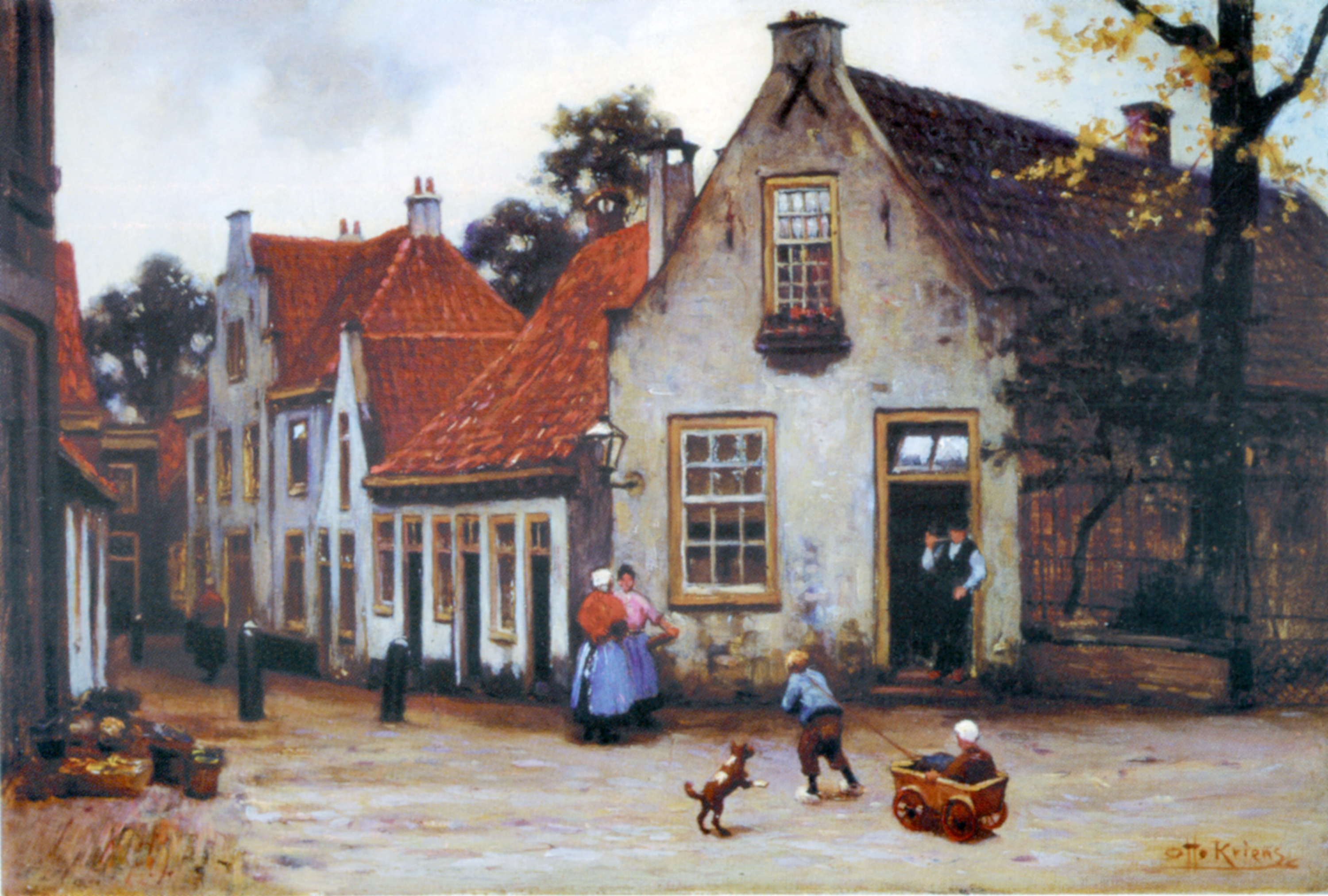
Gezicht op de Kerkstraat te Rijswijk, ca 1900
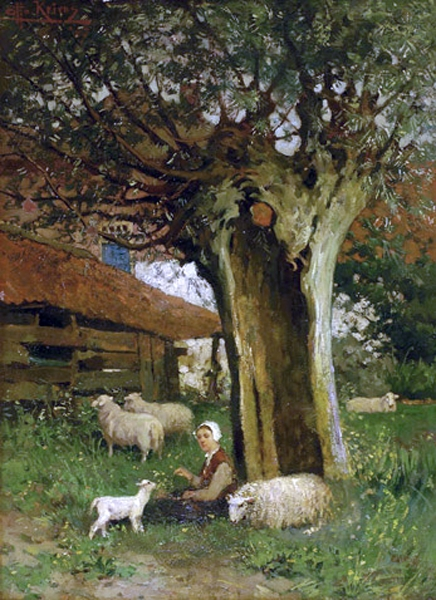
Meisje met schapen onder een holle boom, 1907
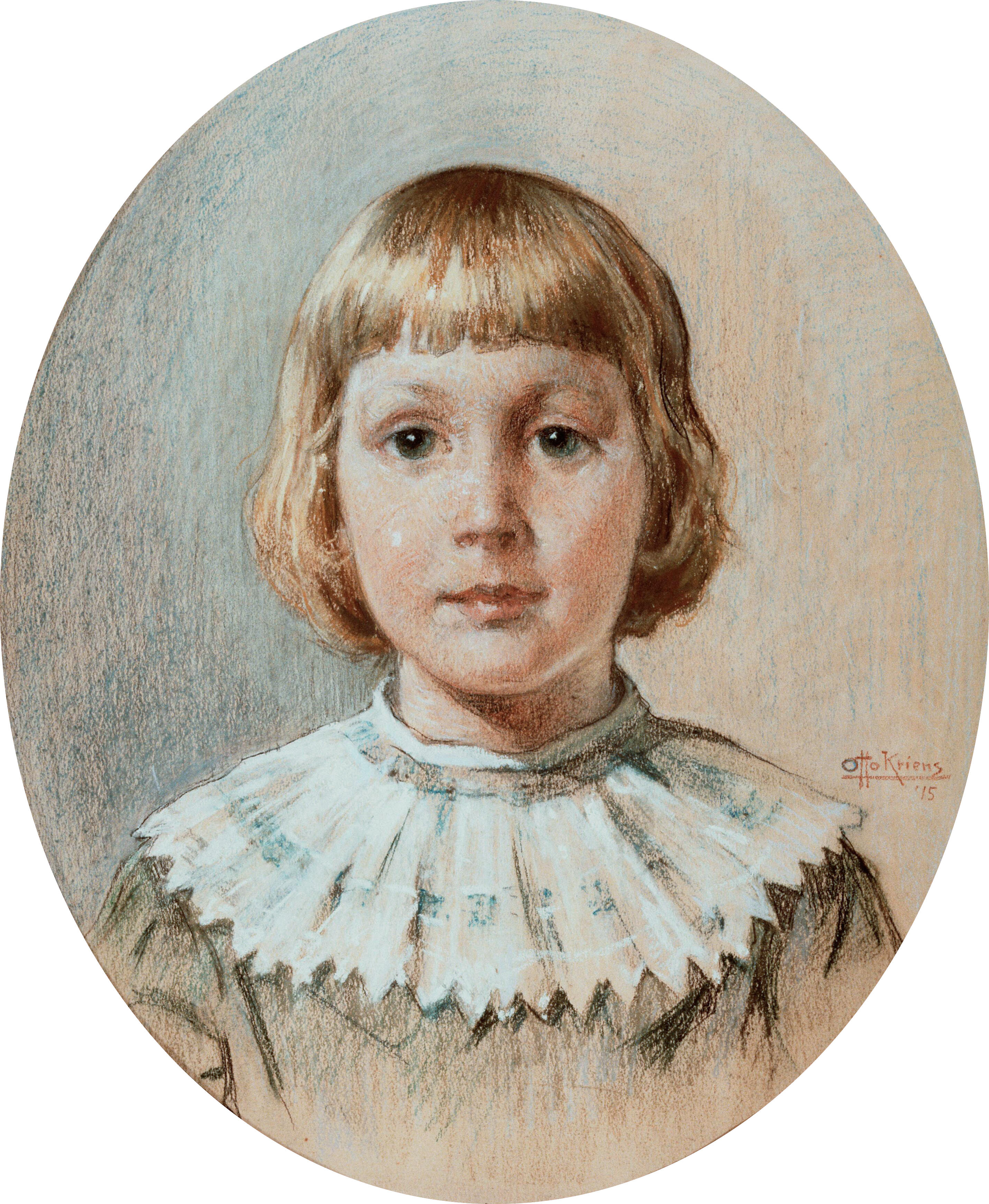
Louis Maria Emile von Fisenne, 1915